# Robert J. Barnett
Robert J. Barnett és el director i fundador del Programa d'Estudis Tibetans Moderns de la Universitat de Colúmbia, Nova York. Dirigeix el primer programa acadèmic occidental sobre el Tibet modern. Els seus llibres més recents són Tibetan Modernities: Notes from the Field, amb Ronald Schwartz (Brill, 2008), i Lhasa Streets with Memories (Columbia, 2006). En els seus articles estudia aspectes del Tibet contemporani, com ara el cinema i la televisió, les dones en la política o els rituals d'exorcisme. Col·labora com a comentarista especialitzat en el Tibet i altres qüestions nacionals xineses en mitjans com The New York Times, The Washington Post, BBC, CNN o CBS. Dirigeix diversos projectes educatius al Tibet que inclouen programes de formació en ecoturisme i conservacionisme.